# The New Humanitarian
The New Humanitarian del inglés La nueva Humanitaria (antiguamente IRIN, Integrated Regional Information Networks del inglés Redes integradas de información regional) es una agencia de noticias independiente y sin fines de lucro que se centra en historias humanitarias en regiones que a menudo son olvidadas, no se denuncian, se malinterpretan o se ignoran.
Hasta el 1 de enero de 2015, IRIN era un proyecto de la Oficina de las Naciones Unidas para la Coordinación de Asuntos Humanitarios (OCHA). The New Humanitarian tiene como objetivo crear una mayor conciencia y comprensión de los problemas y eventos regionales, y contribuir a una acción humanitaria mejor informada y más efectiva cobertura de los medios y promoción.
El 21 de marzo de 2019, IRIN se relanzó de forma independiente como The New Humanitarian.
El servicio de noticias The New Humanitarian es ampliamente utilizado por la comunidad de ayuda humanitaria, así como por académicos e investigadores. Su contenido está disponible de forma gratuita a través de su sitio web y boletines.
El objetivo del Nuevo Humanitario es "fortalecer el acceso universal a información oportuna, estratégica y no partidista para mejorar la capacidad de la comunidad humanitaria para comprender, responder y evitar emergencias".
El idioma principal es el idioma inglés, con un número menor de artículos disponibles en idioma francés e idioma árabe.

## Historia

### Primeros años como IRIN
The New Humanitarian surgió como IRIN en 1995 después de que la crisis de refugiados de los Grandes Lagos resultante del Genocidio de Ruanda de 1994, abrumara los sistemas de gestión de información existentes establecidos por la comunidad de ayuda humanitaria. En ese momento, su sede estaba en Nairobi, Kenia. con oficinas de noticias regionales en Nairobi, Johannesburgo, Dakar, Dubái y Bangkok, con oficinas de enlace en Nueva York y Ginebra. La agencia fue administrada por la Oficina de Coordinación de Asuntos Humanitarios.
Su expansión global comenzó en 1997, cuando abrió una oficina en África occidental, seguida de oficinas en África meridional, Asia central, Oriente Medio y Sudeste Asiático.
A fines de la década de 1990, IRIN fue uno de los primeros sitios web en lanzarse en África.

### Servicios
En 2001, IRIN creó PlusNews, un servicio de noticias dedicado exclusivamente a la epidemia de VIH / sida. El servicio se expandió gradualmente para incluir cobertura en francés, portugués y árabe. Se convirtió en uno de los mayores proveedores de informes originales de VIH y sida. Una de sus series documentales, "Heroes of HIV", recibió una mención de honor en la 14.ª entrega anual de premios Webby.
Ese mismo año, lanzó un servicio de radio, produciendo telenovelas, programación, paquetes de noticias y capacitación para estaciones de radio en Angola, Afganistán, Somalia y África Occidental.

### Traducción
En 2002, IRIN introdujo un servicio de traducción al francés, abriendo su trabajo a lectores en África occidental y oriental, así como en otras partes del mundo. En 2008, haría lo mismo en árabe.

### Trabajos en Video
En 2004, IRIN creó un equipo de video, y uno de sus primeros documentales, "Nuestros cuerpos... su campo de batalla" - sobre violencia sexual contra las mujeres en el República del Congo y Liberia - ganó el "Mejor largometraje" en el Festival de Cine Documental de la ONU. Otras películas han cubierto el impacto del Ejército de Resistencia del Señor en el norte de Uganda, la mutilación genital femenina, el enjambre de langostas de África occidental de 2004, el cultivo de opio en Afganistán y el impacto humanitario del cambio climático.

### Cobertura líder como IRIN
A lo largo de los años, IRIN frecuentemente proporcionó cobertura de crisis humanitarias antes de los principales medios de comunicación:
- En 2003, cuando las tensiones se estaban gestando en la provincia de Darfur en Sudán, fue una de las primeras organizaciones de medios que envió un periodista a la región.
- En 2008, comenzó a destacar la discriminación contra el pueblo rohingya de Myanmar.
- En 2009, rastreó el ascenso de Boko Haram.
- En 2011, comenzó a señalar el movimiento de refugiados a Europa;
- En 2013, su serie de películas "The Gathering Storm" (La tormenta de recolección) comenzó a documentar el rostro humano del cambio climático.

## Independencia y cambio de marca a The New Humanitarian
El 1 de enero de 2015, IRIN se convirtió en una organización de noticias independiente sin fines de lucro.
El 21 de marzo de 2019, se renombró a The New Humanitarian.
Hoy, The New Humanitarian es una asociación sin fines de lucro, con sede en Ginebra, Suiza. Su junta directiva está dirigida por la veterana periodista sudafricana Paula Fray, fundadora y directora ejecutiva de frayintermedia.
Es una de las pocas redacciones de todo el mundo que se especializan en cubrir crisis y desastres, y en responsabilizar a la industria de la ayuda.

## Impacto
The New Humanitarian busca informar la prevención y respuesta a las crisis humanitarias contribuyendo a una mejor toma de decisiones, responsabilidad y transparencia, y una mayor conciencia.
Los ejemplos recientes de impacto incluyen:
- Dos abogados congoleños utilizaron información de un informe especial sobre la guerra oculta de Congo-Brazzaville, utilizando imágenes satelitales para documentar el número de víctimas humanitarias de un conflicto poco conocido de dos años, como parte de un reclamo a la Oficina del Fiscal de la Corte Penal Internacional.[15]
- Los informes sobre la crisis de salud de yazidíes en 2018 impulsaron la acción de organizaciones como la Organización Internacional para las Migraciones, Médicos Sin Fronteras, los Cuerpos Médicos Internacionales y la organización de caridad británica "Swinfen Charitable Trust".[16]
- Luego de un informe sobre de auditoría condenatoria que encontró al Alto Comisionado de las Naciones Unidas para los Refugiados (ACNUR) culpable de malversación crítica de fondos de donantes en Uganda, el problema se elevó a comunicaciones entre los ministros de donantes y el liderazgo del ACNUR. Dos donantes dejaron de financiar la organización hasta que el ACNUR hizo más para abordar los problemas identificados, y la Unión Europea pidió una investigación y rendición de cuentas.[17]

## Audiencia
The New Humanitarian informa el trabajo de aquellos que buscan prevenir o responder a crisis humanitarias a nivel local, nacional o internacional (formuladores de políticas, profesionales de la ayuda, investigadores y educadores). Su objetivo es ser una fuente para una nueva generación de ciudadanos globales que desean ayudar a hacer del mundo un lugar mejor. También sirve como referencia para otros medios que frecuentemente republican, citan y vinculan el contenido de The New Humanitarian.
Una encuesta de 2018 de sus lectores encontró que están compuestos por: organizaciones sin fines de lucro (35.9%), Academias (8.6%), Naciones Unidas (8.5%), Gobierno (8.1%), Medios de comunicación (7.6%), Negocios (5.4%), Donante (1.2%), Otro (24.7%).
Más del 40 por ciento de su audiencia proviene de África, Asia, Medio Oriente y América Latina.

## Noticias y análisis humanitarios
The New Humanitarian es una fuente de informes originales sobre el terreno y análisis expertos de las crisis humanitarias y las tendencias que las configuran. Se enfoca en:
- eventos que amenazan la vida, la seguridad, los medios de subsistencia y el acceso a servicios básicos de grandes grupos de personas, particularmente en entornos frágiles, inestables y vulnerables (como conflictos, desastres naturales, desplazamientos, emergencias de salud).
- las necesidades resultantes de las poblaciones afectadas.
- la respuesta humanitaria a esas necesidades.

Su objetivo es combinar el periodismo galardonado, el análisis y los datos para dar a los tomadores de decisiones, personas influyentes y otras personas interesadas o afectadas por las crisis una visión en tiempo real y profunda de las realidades en el terreno y los debates de políticas que las rodean.
Los informes de The New Humanitarian se producen con un equipo central de editores experimentados en todo el mundo, desde Nairobi hasta Bangkok, respaldados por una red de más de 200 corresponsales internacionales y locales.
Su cobertura abarca más de 70 países en África, Asia, Medio Oriente, América Latina y más allá.
Sus formatos incluyen periodismo narrativo de larga duración, preguntas y respuestas, galerías de fotos, relatores de videos, listas de lectura curada, mapas interactivos, visualización animada de datos, blogs en vivo y más.

### Eventos
The New Humanitarian regularmente organiza debates en persona y en vivo sobre temas clave en el sector humanitario.

## Boletines informativos
Cuando The New Humanitarian se estableció como IRIN en 1995, utilizó fax y correo electrónico para distribuir resúmenes semanales en la región de los Grandes Lagos desde su sede en Nairobi, Kenia. Su primer sitio web se lanzó a fines de la década de 1990.
Hoy, además de su sitio web, The New Humanitarian continúa brindando boletines diarios y semanales a más de 40.000 suscriptores.

## Asociaciones
The New Humanitarian es frecuentemente republicado por otros medios y mantiene asociaciones de sindicación con Guardian Development Network, Los Angeles Times Global Development Watch y All Africa, entre otros.

## Donantes
El financiamiento de The New Humanitarian proviene de una combinación de gobiernos, fundaciones y una pequeña cantidad de donantes privados.
Los donantes clave en 2019 incluyen, la Fundación Bill y Melinda Gates, el Cantón de Ginebra, la Open Society Foundations, el La Lotería Suiza, y la  agencias de ayuda internacionales de Australia, Bélgica, Canadá, Noruega, Suecia y Suiza.
The New Humanitarian acepta donaciones individuales y mensuales de individuos a través de su sitio web.